# Ярі Сіломякі
Ярі Сіломякі (народився 1975 року) — фінський фотограф і художник, роботи якого були широко представлені як у Фінляндії, так і за кордоном. Його продукція є частиною колекції кількох фінських музеїв, таких як Фінський музей фотографій та Національна галерея Фінляндії. 2017 року Сіломякі було нагороджено  — Державною премією з фотографії. Восени 2020 року у фінському музеї фотографії відкрилась найбільша приватна виставка Сіломякі «Географія емоцій», коли-небудь бачена раніше. Виставка його картин була розміщена на сторінці культури Helsingin Sanomat відразу після вихідних вихідних днів.
У 2004 році Сіломякі отримав премію «Фотофінляндія» за цикл творів «Уривки з мого щоденника погоди». Премію вручив автор і член журі Йорн Доннер.
Починаючи з його ранніх серій «Вправи для дорослого населення» та «Мій щоденник»,Сіломякі розширив своє виробництво у все більш соціальному напрямку. Виставка Сіломякі «Географія емоцій» записує події 21 століття: швидке процвітання та нерівність країн. Роботи Сіломякі створюються роками спостережень, досліджень, будівництва та зйомок. Він черпає історії зі свого життя, життя людей, яких зустрічає, і хапає історії від незнайомців, яких шукає в Інтернеті. Іноді Сіломякі інсценує свою картину, намагаючись відтворити подібну подію.